# مقاطعة فضولي
مقاطعة فضولي (بالأذرية: Füzuli rayonu)‏ هي إحدى مقاطعات أذربيجان. يقدر عدد سكانها بـ 89,417 نسمة ومساحتها 1,390 كم2 .
إحتلت القوات المسلحة الأرمينية مدينة فضولي في 23 أغسطس، عام 1993.

في 17 أكتوبر عام 2020 أثناء حرب مرتفعات قرة باغ 2020 حررت القوات المسلحة الأذربيجانية مدينة فضولي بالكامل من احتلال أرمينيا. وأعلن رئيس أذربيجان إلهام علييف أن قوات بلاده سيطرت على مدينة فضولي التي كان يحتلها الجيش الأرميني.

## وصلات خارجية
https://www.youtube.com/watch?v=O67ybtDwVgw
https://www.youtube.com/watch?v=Kw-ZJDGjcFU
https://www.youtube.com/watch?v=mo9Y2LDCHXM